# Стшельце-Малі (Лодзинське воєводство)
Стшельце-Малі (пол. Strzelce Małe) — село в Польщі, у гміні Масловиці Радомщанського повіту Лодзинського воєводства.
Населення — 325 осіб (2011).
У 1975-1998 роках село належало до Пйотрковського воєводства.

## Демографія
Демографічна структура станом на 31 березня 2011 року:
|          | Загалом | Допрацездатний вік | Працездатний вік | Постпрацездатний вік |
| -------- | ------- | ------------------ | ---------------- | -------------------- |
| Чоловіки | 157     | 35                 | 106              | 16                   |
| Жінки    | 168     | 33                 | 96               | 39                   |
| Разом    | 325     | 68                 | 202              | 55                   |